# Tramaanslag in Utrecht op 18 maart 2019
Bij een tramaanslag in Utrecht op 18 maart 2019 vielen in deze Nederlandse stad in en rondom een tram vier doden en zes gewonden. Met een handvuurwapen werd door Gökmen Tanis (37) op het 24 Oktoberplein doelgericht geschoten op trampassagiers en voorbijgangers. Hij werd later die dag aangehouden. Op een eerder die dag door hem achtergelaten papiertje schreef hij de aanslag te hebben gepleegd omdat er volgens hem pogingen werden ondernomen om moslims te doden en omdat naar zijn mening geprobeerd zou worden om ze van hun geloof af te brengen. 
Op 20 maart 2020 werd Tanis conform de eis van het Openbaar Ministerie (OM) veroordeeld tot een levenslange gevangenisstraf. Hij ging niet in hoger beroep, waardoor zijn vonnis onherroepelijk werd. De rechtbank vond geen bewijs dat er medeplichtigen in het spel waren geweest.

## Aanslag
Op 18 maart 2019 om 10.41 uur stapte Gökmen Tanis op het 24 Oktoberplein in de Nederlandse provinciehoofdstad Utrecht in het achterste gedeelte van een sneltram die uit twee aan elkaar gekoppelde tramstellen bestond. Na hem stapten nog meer passagiers bij hem het tramstel in. Onder de passagiers bevond zich een baby in een kinderwagen. Vrijwel direct nadat het voertuig richting Station Utrecht Centraal vertrok, trok hij een pistool voorzien van een geluiddemper. De 37-jarige aanslagpleger liep vervolgens naar het voorgedeelte en richtte zijn handvuurwapen op het achterhoofd van een passagier en haalde de trekker over. Het vuurwapen haperde echter. Vervolgens liep hij richting achterzijde. Ongeveer halverwege richtte hij zijn pistool op een andere passagier, haalde de trekker over, maar er kwam opnieuw geen kogel uit de loop. Hij liep een klein stukje naar voren en schoot op een derde passagier, die verschrikt opkeek en naar haar borst greep. De schutter schoot vervolgens opnieuw op de vorige passagier, die ter bescherming haar tas voor zich hield, maar toch door een kogel getroffen werd. Dit alles speelde zich binnen ruim twintig seconden af.
Er ontstond paniek in de tram. Vier passagiers renden naar de voorzijde. Zij keken angstig om zich heen en duwden, klopten en ramden op de toegangsdeuren. Kort daarna kwam ook een vijfde passagier naar voren. Nadat de schutter de vrouw met de tas beschoten had, richtte hij zijn vuurwapen op een volgende passagier, die hierop wegdook. Tanis liep vervolgens naar voren waar passagiers nog steeds probeerden om de tramdeuren open te krijgen. Daar aangekomen, schoot de man tweemaal op een 49-jarige mannelijke passagier, Rinke Terpstra, die de kogels met een tas opving waarin zich een laptop bevond en die hij ter bescherming tussen hem en de schutter hield. Hij maakte zich vervolgens klein en ging gehurkt tegen de toegangsdeur zitten. Op dat moment stopte de tram (Terpstra had eerder aan de noodrem getrokken). De schutter draaide zich vervolgens om en schoot twee keer op weer een andere passagier. In het voorbijgaan schoot hij nogmaals op de passagier die eerder naar haar borst had gegrepen en deze vrouw viel na het laatste schot van haar stoel op de vloer. Uiteindelijk lukte het een passagier om de achterste deur geopend te krijgen. Diverse passagiers konden door deze deur de tram verlaten. Een vrouw kwam bij haar sprong uit de tram ten val. Toen ze opkrabbelde, werd ze vanuit de tram – over de kinderwagen heen die nog half in de deuropening stond – in haar rug geschoten en bleef op het wegdek liggen. Terpstra en een andere passagier wisten samen een ruit uit de voorste toegangsdeur te schoppen. Terpstra liet vijf anderen voor gaan en verliet als laatste de tram. Hij werd vanuit het opengetrapte raam beschoten en dodelijk geraakt. Terpstra bleek van achteren dwars door zijn romp te zijn geschoten. Direct na de beschietingen in en vanuit de tram verliet de schutter het voertuig via de ingetrapte ruit. Al het voorgaande speelde zich af in een tijdsbestek van twee minuten en negen seconden. De schutter riep daarbij meerdere malen "Allah Akbar".
In versnelde pas en al schietend begaf Tanis zich buiten de tram in de richting van een groepje mensen dat de in de rug geschoten vrouw te hulp kwam. Daarbij riep hij opnieuw "Allah Akbar". Het groepje mensen rende weg, de vrouw achterlatend. Een van de helpers verborg zich achter een geparkeerde auto. De schutter richtte zijn pistool in zijn richting, maar schoot niet. Vervolgens liep hij door, richtte en loste één schot dat een auto raakte. Hij liep verder door richting de auto's van twee personen die zich nog in hun voertuig bevonden en voor een verkeerslicht aan het wachten waren. Afwisselend richtte hij zijn wapen op deze personen, om vervolgens één ervan twee keer te beschieten, die daarbij zwaargewond raakte.
De schutter kaapte vervolgens een rode Renault Clio en reed weg in de richting van de Pijperlaan. De bestuurder van deze gestolen auto stond eveneens voor een verkeerslicht te wachten en was kort tevoren op dringend advies van een voorbijganger uit de auto gestapt en weggerend, de autosleutels in de verder lege auto achterlatend. Voorbij de bushalte op de Pijperlaan minderde de schutter vaart, om vanuit de auto in de richting van de aldaar bevindende personen te schieten. Hij miste doel en reed vervolgens door. Daarmee kwam de aanslag tot een einde. De beschietingen vonden plaats op de kruising van het 24 Oktoberplein aan de noordzijde van de Utrechtse wijk Kanaleneiland.

## Geen beelden op monitor bestuurderscabine
De trambestuurster had tijdens de aanslag niet door wat er aan de hand was. Er was dan wel aan de noodrem getrokken, maar omdat de monitor in haar bestuurderscabine niet werkte kon ze geen tv-beelden zien. Nadat er aan de noodrem was getrokken, volgde ze het "noodremprotocol" en blokkeerde ze de tramdeuren. Ze verklaarde dat haar collega haar er bij de dienstoverdracht niet op had geattendeerd dat de monitor geen beeld gaf. Ook zelf had ze dat niet aan de verkeersleiding van haar bedrijf Qbuzz doorgegeven en bleef ze met de tram rijden. De veiligheidscamera's in het bewuste treinstel deden het wel en registreerden het verloop van de aanslag.

## Veiligheidsmaatregelen
Om 10.42 uur kwam de eerste melding bij de politie binnen over een beschieting op het 24 Oktoberplein. Direct kwamen de hulpdiensten in actie. Er werden veertien ambulances ingezet en drie traumahelikopters. Binnen vijf minuten was een eerste politie-eenheid ter plaatse. Ook het Rapid Response Team (RRT) en het Quick Reaction Force (QRF) van de Dienst Speciale Interventies (DSI) gingen na de 112-alarmering ter plaatse. Om 10.59 uur was de eerste DSI-eenheid op het 24 Oktoberplein. Om 11.00 uur kwam de eerste officiële melding van de schietpartij binnen bij het Nationaal Crisiscentrum. Om 11.03 uur kwalificeerde de politie, intern, dat het om een CTER-incident (Contra Terrorisme, Extremisme en Radicalisering) ging. Om 11.11 uur werd in Utrecht opgeschaald naar GRIP 1 en om 11.27 uur naar GRIP 2. In het Universitair Medisch Centrum Utrecht werd om 11.32 uur de calamiteitenafdeling opengesteld voor de behandeling van eventuele extra gewonden. Om 11.45 uur werd in Den Haag besloten de nationale crisisorganisatie te activeren. Om 12.14 uur gaf de eenheidsleiding van de politie in Utrecht intern de staat van politiealarm af, om de schutter of schutters zo snel mogelijk op te sporen en de mogelijke vervolgdreiging te doen stoppen.
Pieter-Jaap Aalbersberg, de Nationaal Coördinator Terrorismebestrijding en Veiligheid, verhoogde om 12.15 uur (bekendmaking om 12.28 uur) het terreurdreigingsniveau voor de veiligheidsregio Utrecht naar schaal 5, het hoogste niveau. Het was de eerste keer dat dit in Nederland gebeurde. Voor de rest van Nederland gold dreigingsniveau 4. De verhoging naar dreigingsniveau 5 werd ingesteld, gezien de ernst van de schietpartij en omdat het onduidelijk was om hoeveel daders het ging en een vervolgaanslag niet kon worden uitgesloten.
Vervolgens kregen alle inwoners van de stad Utrecht het advies om binnen te blijven. Het openbaar bus- en tramverkeer in de stad Utrecht werd stilgelegd; de bussen maakten hun route wel nog af. Ook werden alle moskeeën gesloten en werden sporttrainingen afgelast, evenals alle rijexamens. Scholen hielden de deuren dicht, leerlingen werden binnengehouden en de Universiteit Utrecht sloot de toegang tot al haar gebouwen. Veel winkels en bedrijven sloten op eigen initiatief en al snel was het centrum nagenoeg uitgestorven. Het Rode Kruis stelde ikbenveilig.nl open voor bezorgde burgers. Toen de informatie werd bevestigd dat er alleen op het 24 Oktoberplein was geschoten en de politie zich richtte op één verdachte, werd het advies om binnen te blijven ingetrokken en kwam het normale leven in Utrecht weer op gang. Om 18.43 uur, na de aanhouding van de verdachte, werd het dreigingsniveau voor de provincie Utrecht weer teruggebracht naar niveau 4.
De politie was zichtbaar aanwezig op treinstations in onder meer Amsterdam, Rotterdam en Utrecht zelf. In heel Nederland werden moskeeën en synagoges extra beveiligd. De Koninklijke Marechaussee was verhoogd aanwezig op het Binnenhof in Den Haag. Ook Schiphol en andere luchthavens werden extra beveiligd.
Op het moment van het voorval waren duizenden politieagenten en andere werknemers nog onderweg naar het Malieveld in Den Haag en naar Amsterdam om te staken en te demonstreren voor verbetering van het pensioenstelsel. Direct na het bekend worden van de mogelijke aanslag in Utrecht werden de acties opgeschort. De agenten gingen snel retour naar het eigen inzetgebied of ter ondersteuning naar Utrecht. De Duitse politie verhoogde de veiligheidsmaatregelen aan de Duits-Nederlandse grens.

## Arrestaties
Uit bewakingsbeelden uit de tram werd een filmbeeldje (still) van de aanslagpleger genomen, dat rondgestuurd werd naar tal van politiemensen. Al snel werd hij herkend als de 37-jarige Gökmen Tanis van Turkse afkomst, die vaker met de politie in aanraking was geweest. De gestolen vluchtauto werd rond 13.40 uur met draaiende motor verlaten aangetroffen aan de Tichelaarslaan in Utrecht. In het voertuig werd een handgeschreven tekst aangetroffen. Daarop stond: "Ik doe dit voor mijn geloof jullie maken moslims dood en willen jullie ons geloof van ons afpaken maar gaat niet lukken. ALLAH is groot." Omstreeks 14.20 uur werd door de politie een urgent opsporingsbericht uitgebracht. Zowel de identiteit, de still en dat de man bekend was bij de politie werden hierin vermeld.
De politie deed op veertien plaatsen een inval, maar het gebruik van mobiel internetbankieren bracht de politie uiteindelijk naar de locatie van de verdachte. Gezien de ernst van de situatie had de politie besloten om zijn bankaccount te monitoren. De man bleek met een andere telefoon dan de zijne via internet geld te hebben overgemaakt. De politie wist daarop de telefoon uit te peilen en de eigenaar te achterhalen. Om 18.18 uur werd de voortvluchtige verdachte aangehouden door de Dienst Speciale Interventies (DSI) in de woning van de eigenaar van de telefoon aan de Oudenoord in Utrecht.
Op de dag van de aanslag werden ook twee mannen aangehouden voor verhoor. Ze werden gearresteerd omdat een speurhond een geurspoor rook dat van de door de politie teruggevonden Renault Clio naar een woning liep, waar op dat moment in elk geval een van de twee mannen verbleef. Later werd ook zijn broer aangehouden. De dag na de aanslag werd nog een andere man, uit Utrecht, door de DSI gearresteerd op verdenking van betrokkenheid bij het incident. Bij hem thuis werd de vermoedelijke schutter eerder aangehouden. Op 19 maart werden de eerste twee mannen vrijgelaten. Dit gebeurde pas uren nadat burgemeester Van Zanen op Radio 1 zei dat dat dit al gedaan was. Het OM liet weten dat ze niet meer verdacht werden van enige betrokkenheid. Op 22 maart werd ook de derde man vrijgelaten en gaf het OM aan dat ook deze persoon geen verdachte meer was.

## Doden en gewonden
In eerste instantie kwam de 49-jarige Rinke Terpstra uit Utrecht direct om het leven. Een 19-jarige vrouw uit Vianen en een 28-jarige man uit Utrecht overleden later die dag in het Universitair Medisch Centrum te Utrecht. Daarnaast raakten drie mensen zwaargewond; een 20-jarige vrouw uit Utrecht en een 21-jarige vrouw uit Nieuwegein, evenals een 74-jarige man die tweemaal in een stilstaande auto beschoten werd. In de hectiek die direct na het schieten ontstond raakten minstens nog vier mensen lichtgewond doordat zij bijvoorbeeld ten val kwamen. Vijf van de zeven gewonden werden overgebracht naar het Universitair Medisch Centrum Utrecht. Zeker twee gewonden werden ter plekke behandeld. Tien dagen later overleed de 74-jarige zwaargewonde, waarmee het dodental op vier kwam te staan.

## Dader

### Motief
De politie zei op de dag van het incident een terroristisch motief niet uit te sluiten, maar hield ook de mogelijkheid van een conflict in de relationele sfeer open. Zo gaf een van de getuigen op de dag van de aanslag aan dat hij de indruk had dat de aanval zich op één vrouw richtte en dat anderen door kogels werden geraakt omdat die de vrouw probeerden te helpen. Volgens de getuige werden de omstanders onder vuur genomen. Het OM verklaarde de volgende dag dat er niets was gebleken van enige relatie tussen de dader en zijn slachtoffers, die volgens het OM geheel willekeurig door hem uitgekozen leken. Onder meer het in de vluchtauto gevonden briefje en de aard van het feit gaven volgens het OM aanleiding ernstig rekening te houden met een terroristisch motief, doch andere motieven werden niet uitgesloten.
Drie dagen na de aanslag gaf het OM aan dat Tanis voorlopig van drie strafbare feiten werd verdacht: meervoudige moord c.q. doodslag met een terroristisch oogmerk, poging daartoe en bedreiging met een terroristisch oogmerk. Verder werd onderzocht of hij handelde vanuit enkel een terroristisch motief, of dat zijn handelen voortkwam vanuit persoonlijke problematiek in combinatie met een geradicaliseerd gedachtegoed. De verdachte heeft bekend dat hij alleen handelde.

### Achtergrond van de dader
Gökmen Tanis was reeds diverse malen veroordeeld voor meerdere delicten. Hij was onder meer verdachte in een lopende zedenzaak, waarbij hij in afwachting van het vonnis voorlopig in vrijheid was gesteld sinds 1 maart 2019. In deze laatste zaak was reeds bepaald dat er onderzoek verricht moest worden naar zijn persoonlijkheid, iets waar hij tot dan toe niet aan had meegewerkt. Na de gebeurtenissen op 18 maart bepaalde de rechter-commissaris dat het Nederlands Instituut voor Forensische Psychiatrie en Psychologie (NIFP) de opdracht kreeg voor een onderzoek naar de persoonlijkheid van de verdachte.
Op 22 maart gaf het OM aan dat Tanis bij de rechter-commissaris alle hem verweten strafbare feiten bekend had. Ook verklaarde hij alleen te hebben gehandeld.

## Reacties op de aanslag

### Binnenland
De verkiezingscampagnes van bijna alle landelijke politieke partijen voor de Provinciale Statenverkiezingen van 20 maart werden op 18 maart voor de rest van de dag stopgezet. Alleen het Forum voor Democratie (FVD) zette zijn campagne voort. Het EenVandaag-Erasmusdebat in Rotterdam dat op de dag van de beschieting gehouden zou worden en rechtstreeks op de landelijke televisie zou worden uitgezonden, werd vanwege het schietincident afgelast. Zes landelijke partijen hadden hun medewerking aan dit debat toegezegd.
Minister-president Mark Rutte en minister van Justitie en Veiligheid Ferdinand Grapperhaus gaven op de dag van de beschieting twee keer in het openbaar een verklaring af aan de verzamelde pers. In zijn eerste reactie zei Rutte: "Een daad van terreur is een aanval op onze beschaving. Op onze tolerante en open samenleving. Mocht dit inderdaad een terreurdaad blijken, dan past daarop maar een antwoord en dat antwoord luidt dat onze rechtsstaat, onze democratie sterker zijn dan fanatisme en geweld. We zullen niet wijken voor onverdraagzaamheid, nooit."
De dag na de aanslag werd op last van Rutte op Nederlandse overheidsgebouwen de nationale vlag halfstok gehangen. De koninklijke standaard, die dagelijks op de paleizen van het Koninklijk Huis wordt gehesen als de Koning in het land is, werd die dag voorzien van een zwarte wimpel als teken van rouw.
Op 19 maart werden in de Tweede Kamer de slachtoffers herdacht, gelijktijdig met de reeds geplande herdenking van de aanslag in het Nieuw-Zeelandse Christchurch, waarbij op 15 maart vijftig mensen om het leven waren gekomen. Geert Wilders, de fractievoorzitter in de Tweede Kamer voor de oppositiepartij PVV, verlangde dat de Tweede Kamer nog dezelfde dag een debat over de aanslag zou houden. Wilders hield Grapperhaus verantwoordelijk voor het op 1 maart opheffen van de voorlopige hechtenis van de hoofdverdachte en kondigde alvast aan tijdens het debat een motie van wantrouwen tegen hem te willen indienen. Hoewel de andere partijen aangaven ook voorstander te zijn van een debat, kreeg Wilders onvoldoende steun om het debat op dezelfde dag te laten plaatsvinden, ofwel vooraf aan de Provinciale Statenverkiezingen van 20 maart. Alleen de oppositiepartij FVD steunde Wilders' voorstel voor een debat op dezelfde dag.
Rutte en Grapperhaus brachten op 19 maart een bezoek aan het hoofdkantoor van de politie in Utrecht. Ook legden ze bloemen bij de herdenkingsplek op het 24 Oktoberplein.
Een buurvrouw van het dodelijke slachtoffer uit Vianen startte een crowdfunding om de kosten te dragen voor de uitvaart van de jonge vrouw. Na enkele uren was het doel (3500 euro) al ruimschoots bereikt en de actie werd zo'n groot succes dat in samenwerking met Slachtofferhulp Nederland een stichting werd opgezet om alle slachtoffers en hun nabestaanden te ondersteunen. Op 20 maart was er meer dan 100.000 euro opgehaald.
Naar schatting van de gemeente Utrecht liepen zo'n 16.000 mensen op 22 maart in Utrecht mee in een stille tocht, georganiseerd door twee bekenden van het slachtoffer uit Vianen. Ruim één miljoen mensen zagen via het NOS Journaal rechtstreekse tv-beelden van het begin van deze tocht. De aanwezigen wandelden van het Jaarbeursplein naar het 24 Oktoberplein. Ter afsluiting legden de deelnemers rode en witte bloemen nabij de tramhalte op de locatie van het incident. De bloemen symboliseerden de kleuren van de Utrechtse vlag (rood-wit). Tot de deelnemers behoorden Rutte, Grapperhaus, Tweede Kamervoorzitter Khadija Arib en de burgemeesters van Amsterdam, Rotterdam en Den Haag. Burgemeester Jan van Zanen van Utrecht liep voorop. Tijdens de stille tocht reden er in de gemeente Utrecht geen trams.
Zo'n tweehonderd bezoekers van de moskee Sayidina Ibrahim op Kanaleneiland hielden eerder die dag een eigen stille tocht. In de Utrechtse wijk Transwijk liepen bewoners en ondernemers op 22 maart van het 5 Meiplein naar de herdenkingsplek op het 24 Oktoberplein. Dezelfde dag vertrok vanuit Hooggraven een stille tocht met louter scooters naar eveneens het 24 Oktoberplein.

### Internationaal
Vanuit het buitenland was Angela Merkel de eerste regeringsleider die solidariteit toonde met 'de mensen in Utrecht'. Ook Emmanuel Macron, Mike Pompeo en Recep Erdogan reageerden publiekelijk. Deze laatste (het medeleven was 'ongeacht de identiteit van de dader (...) en zijn motivatie') kondigde vanwege zijn Turkse afkomst namens Turkije een onderzoek aan naar de motieven van hoofdverdachte Tanis.

## Strafzaak
Op 1 juli 2019 vond een eerste pro-formazitting plaats in de rechtszaak, waarin Tanis aangaf onvrede te hebben met de Nederlandse maatschappij. Hij weigerde zich te laten vertegenwoordigen door een advocaat en bleef weg op de volgende zitting in september. Op 28 november verplichtte de rechter hem de tegen hem gevoerde strafzaak in persoon bij te wonen. Op 3 december dat jaar kreeg hij ongewild een advocaat toegewezen, omdat hij zelf volgens de rechtbank zijn eigen belangen onvoldoende kon behartigen. Tanis weigerde daarop overleg met zijn advocaat.
Op 2 maart 2020 begon de inhoudelijke behandeling van de rechtszaak in enkelvoudige aanleg. Tanis werd aangeklaagd voor moord op vier personen, poging tot moord op drie mensen en bedreiging van zeventien andere personen. Het OM was van mening dat hij handelde met een terroristisch oogmerk. Tijdens de eerste zitting bespuugde hij de hem toegewezen advocaat en werd daarop uit de rechtszaal verwijderd.
Uit het persoonlijkheidsonderzoek van het Pieter Baan Centrum werd volgens het OM geconcludeerd dat Tanis een persoonlijkheidsstoornis zou hebben, zwakbegaafd zou zijn en daardoor tijdens zijn daad verminderd toerekeningsvatbaar zou zijn geweest. Bij het bepalen van de strafeis werd dit afgezet tegen de ernst van de verdachte feiten. Ook meegewogen werd zijn consequent aangehouden respectloze proceshouding die volgens het OM het leed voor nabestaanden en slachtoffers vergroot heeft. Het OM voerde aan dat bij iemand die willens en wetens onschuldige mensen vermoordt, verwondt en bedreigt, vergelding voorop diende te staan. De officieren van justitie verweten Tanis een totale afwezigheid van berouw, waardoor de kans op recidive aanzienlijk werd geacht.
Volgens het OM kwam uit het psychologisch onderzoek naar voren dat Tanis niet zo zeer handelde "uit een innerlijke geloofsovertuiging, maar meer vanuit een met zijn persoonlijkheidsstoornis en zwakbegaafdheid samenhangende frustratie over zijn eigen tekortkomingen en mislukkingen in het leven". Naar de mening van de officieren van justitie bood de radicalisering hem "een nieuwe identiteit waarmee hij probeerde grip op zijn leven te krijgen". Ze verweten hem dat "het veiligheidsgevoel van veel Nederlanders door de aanslag fundamenteel is aangetast".
Dit alles afwegende kwamen de officieren van justitie tot de conclusie dat alleen een eis tot levenslange gevangenisstraf passend was. Tevens werd gevraagd om toekenning van financiële schadevergoedingen aan slachtoffers, nabestaanden en familieleden ter waarde van enkele duizenden tot 302.215 euro per benadeelde.
Op 6 maart, aan het begin van de vierde en laatste zittingsdag en een dag nadat tegen hem een levenslange gevangenisstraf was geëist, spuugde Tanis richting de rechters. Hij miste net zijn doel. Na het incident werd hij opnieuw uit de zaal verwijderd. Toen hij zich in een afgezonderde ruimte bevond en door de voorzitter van de rechtbank gevraagd werd om een reactie op de strafeis, antwoordde hij met: "Ik pis op jullie allemaal, hoerenkinderen", evenals met: "Doe de groeten aan jouw moeder". Tanis wenste geen gebruik te maken van zijn recht om als laatste het woord te voeren.
Op 20 maart 2020 werd hij conform de eis veroordeeld tot een levenslange gevangenisstraf voor moord met een terroristisch oogmerk op vier personen, een poging daartoe op drie personen en bedreiging met een terroristisch misdrijf van zeventien personen en het betalen aan meerdere slachtoffers van een financiële schadevergoeding. De hoogst toegekende vergoeding bedroeg 186.183 euro aan één benadeelde, waarbij zij werd doorverwezen naar de burgerrechter voor andere financiële vorderingen. Tanis, noch zijn advocaat (die hierover overlegde met de deken) ging in hoger beroep, waardoor het vonnis onherroepelijk werd.
In 2022 werd Tanis vanwege zijn terroristische daad het Nederlanderschap ontnomen.

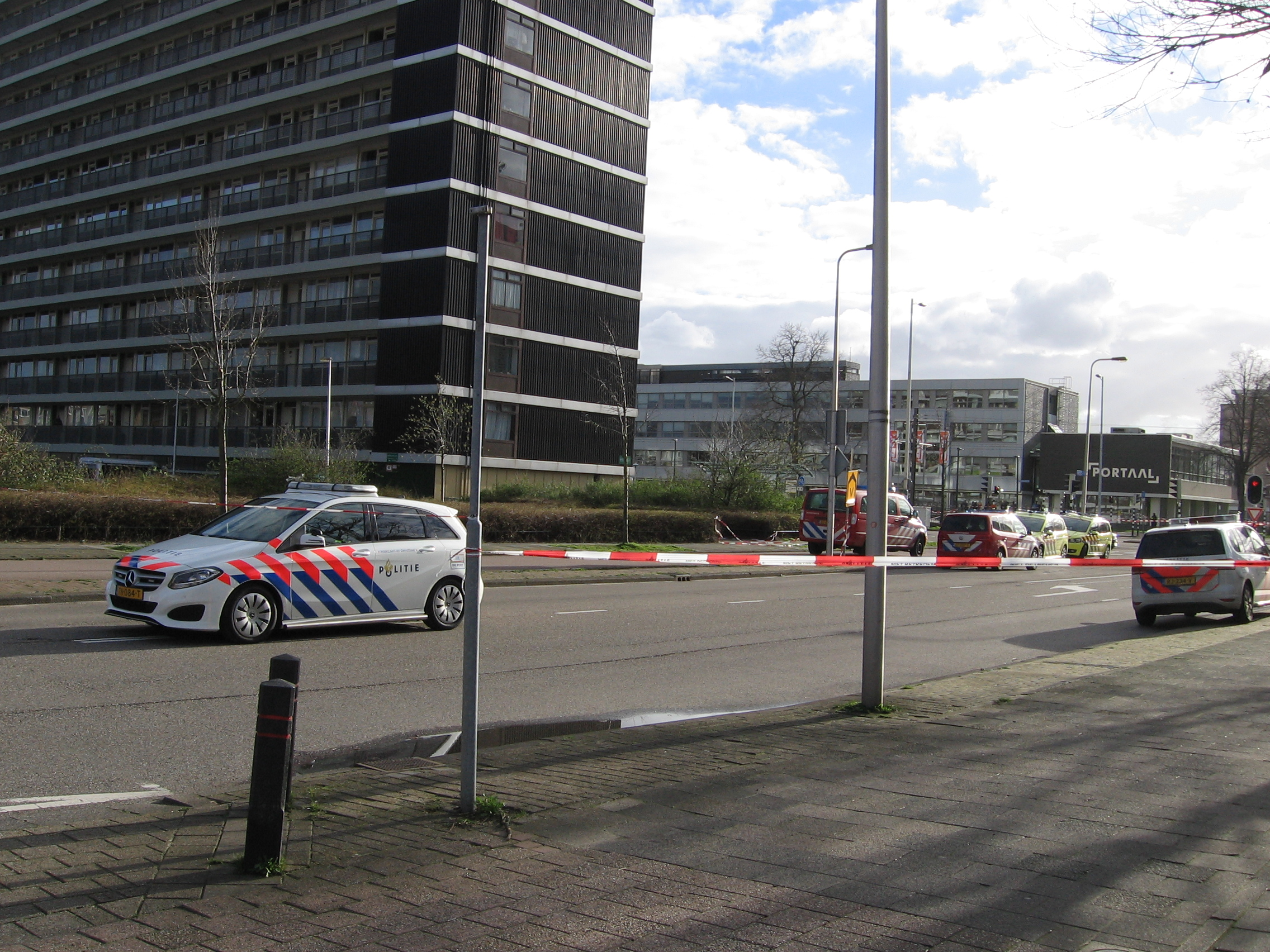
Politiewagens bij de afzetting van het 24 Oktoberplein, Utrecht, vanwege de tramaanslag op 18 maart 2019. Admiraal Helfrichlaan.
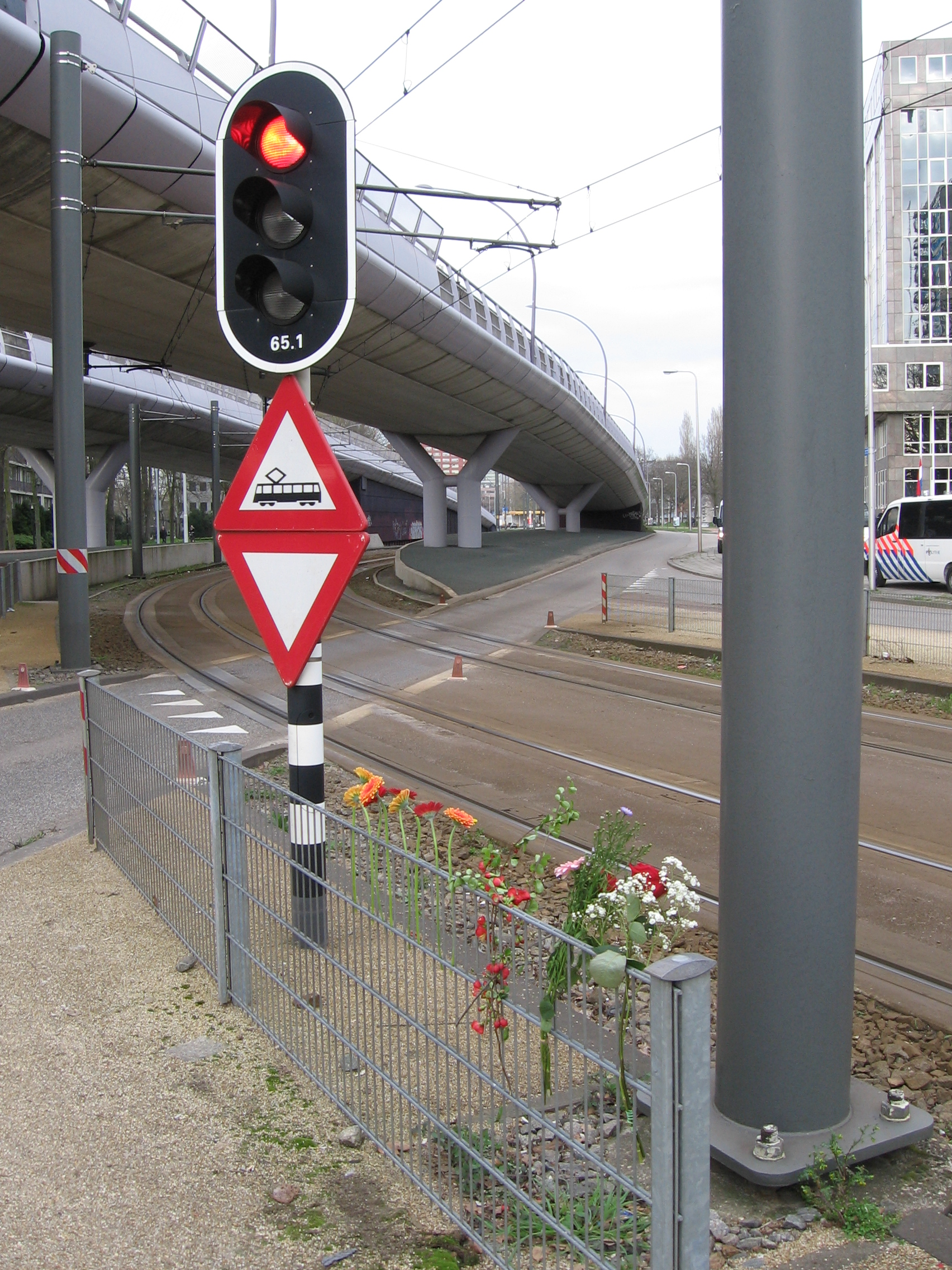
Bloemen op het 24 Oktoberplein ter herdenking van de tramaanslag
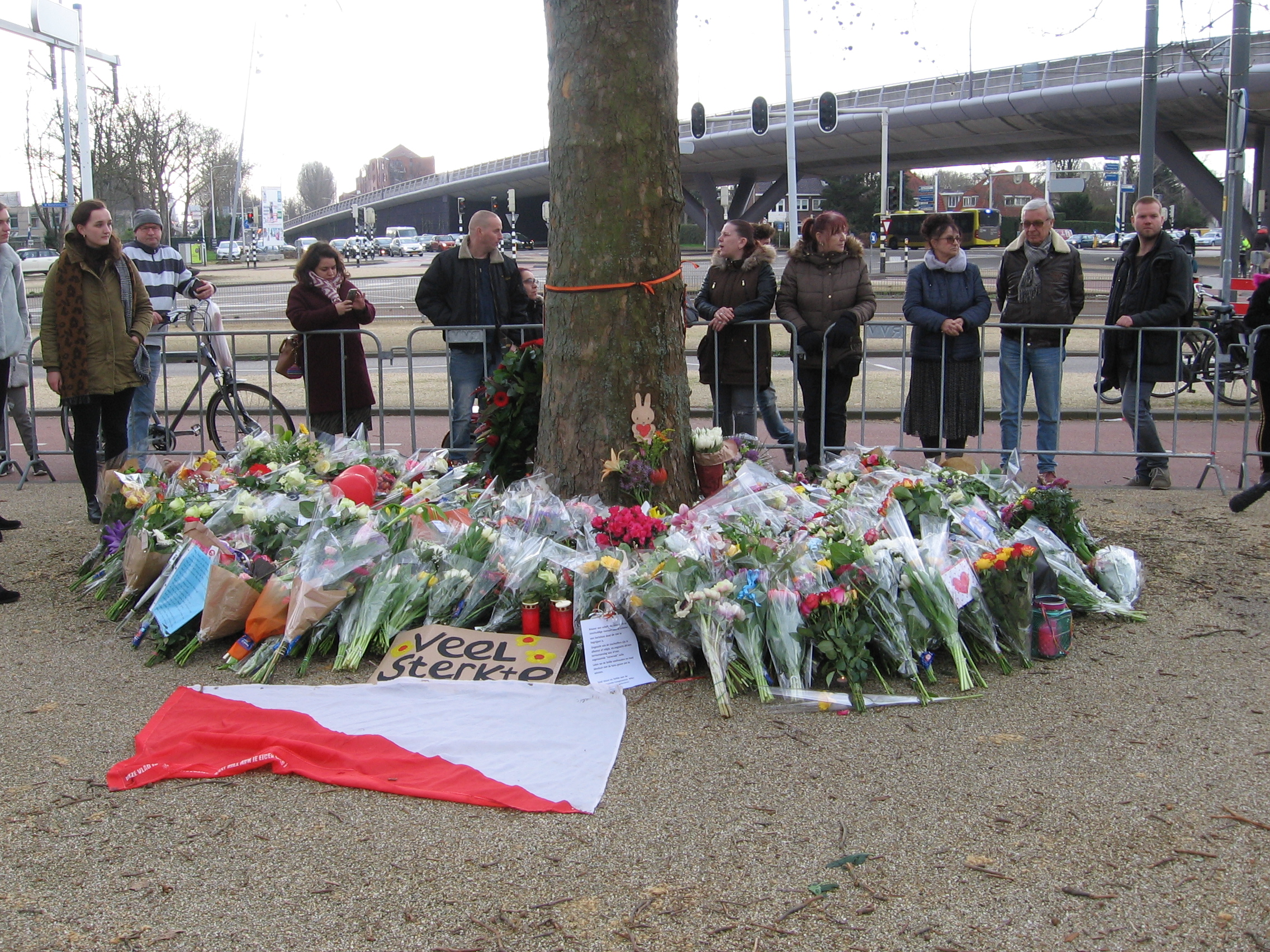
Bloemen voor de slachtoffers van de tramaanslag, met Utrechtse vlag
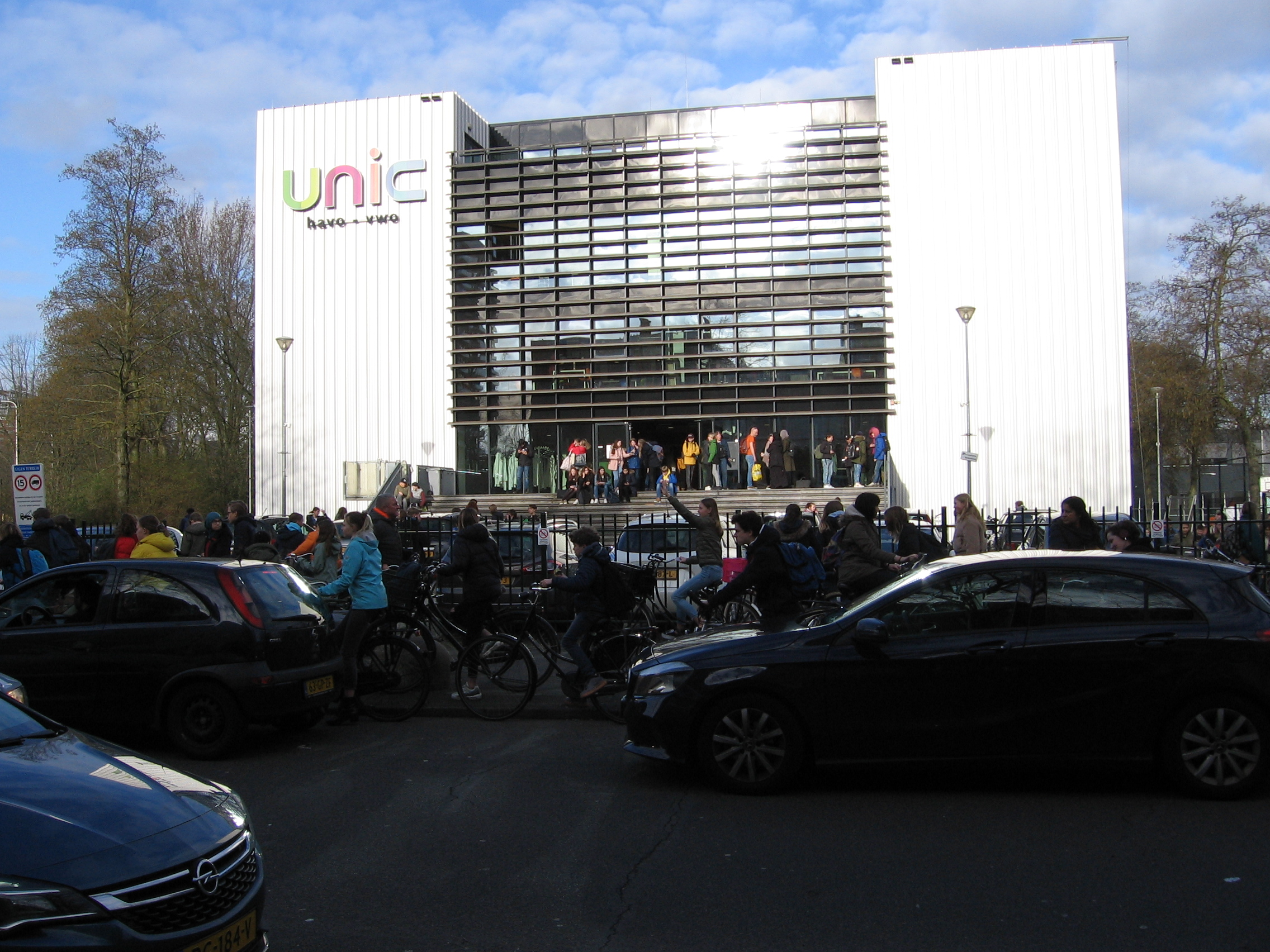
Leerlingen van de UniC-school mogen naar huis, nadat de stad veilig is verklaard na de tramaanslag op het 24 Oktoberplein, 18 maart 2019 namiddag
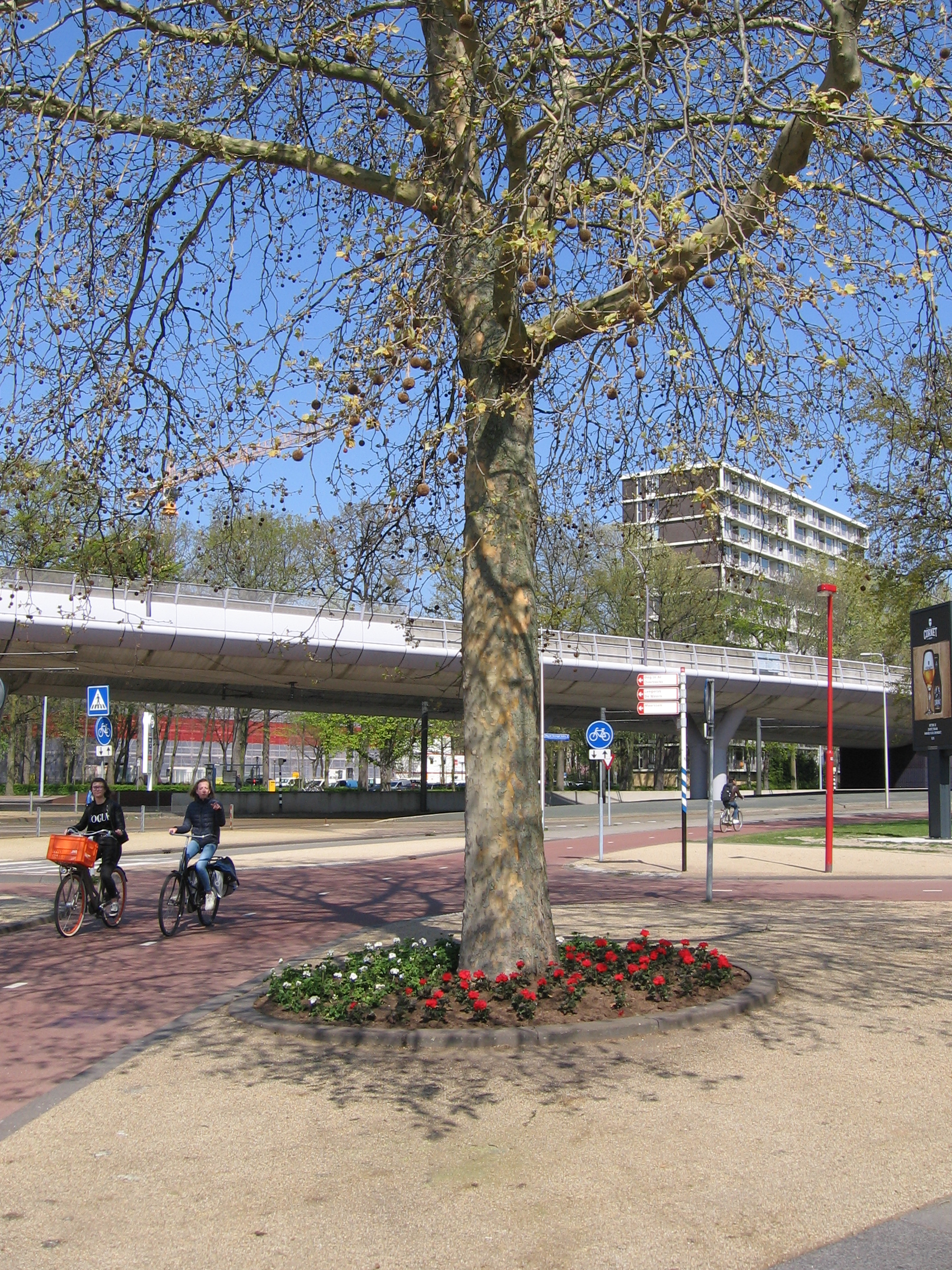
Bloemenzee is weggehaald. Tijdelijk monument met geraniums in de wit-rode kleuren van het stadswapen van Utrecht, 16 april 2019
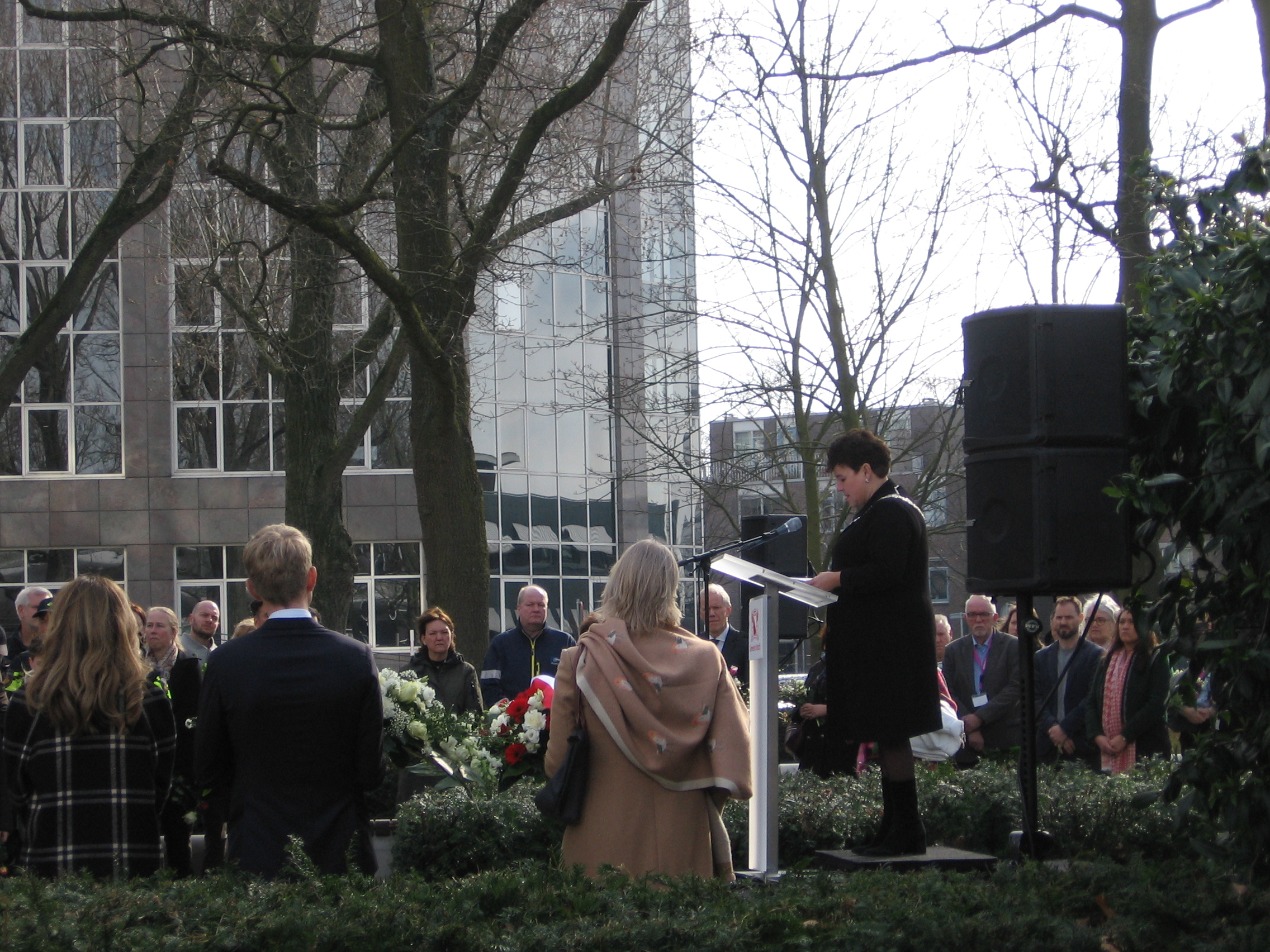
18 maart 2023, herdenkingstoespraak van burgemeester Sharon Dijksma

## Integrale tekst vonnissen
- ECLI:NL:RBMNE:2020:1046, rechtspraak.nl, 20 maart 2020
- ECLI:NL:GHDHA:2021:342, rechtspraak.nl, 8 maart 2021